# رونمایان (موسیقی)

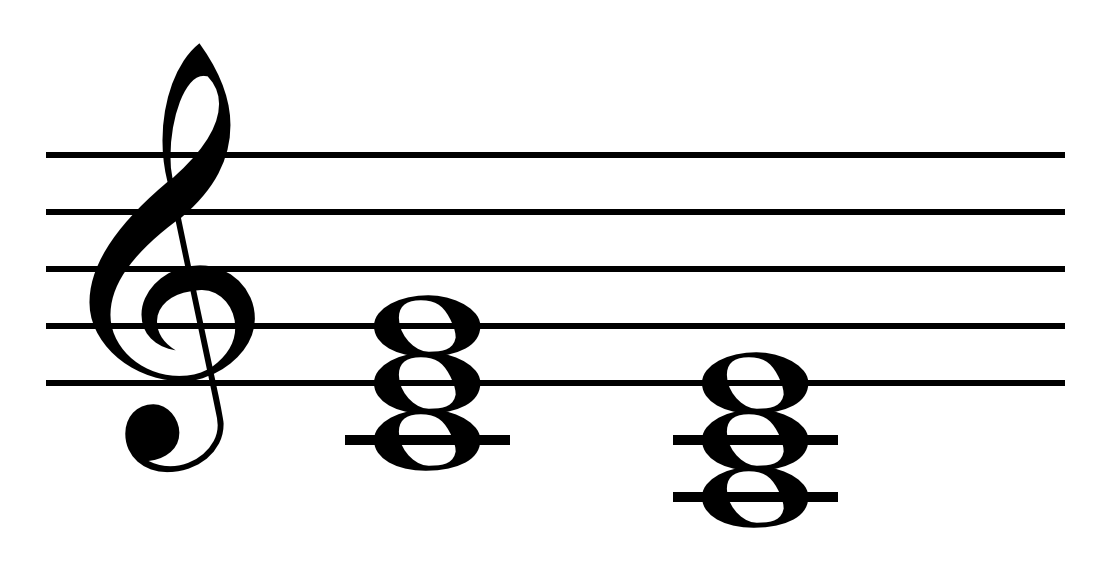
درجه‌های پایه و رونمایان در گام دو ماژور.

علامت سرکلید گام سل ماژور و می مینور؛ رابطهٔ می با سل از نوع رونمایان است

در تئوری موسیقی، رونمایان ششمین درجه در گام دیاتونیک است.
علت نامگذاری آن به عنوان «رونمایان» آن است که در تقارن با زیرنمایان قرار دارد (رونمایان یک پرده بالاتر از نمایان است، و زیرنمایان یک پرده پایین‌تر). مثلاً در گام دیاتونیک دو، رونمایان نت لا (نت موسیقی) است و زیر نمایان نت فا که هر دو از نمایان دقیقاً یک پرده فاصله دارند.
به رونمایان گاهی پرده موازی (به انگلیسی: tonic parallel) هم گفته می‌شود. گام کوچکی که بر اساس نت رونمایان استوار بشود، از نظر علایم سرکلید با آن به یک شکل خواهد بود. مثلاً رونمایان نت سل، نت می است و علایم سر کلید گام سل ماژور و می مینور هر دو به یک شکل است (یک دیز روی خط فا).